# 류한국
류한국(柳漢國, 1954년 2월 15일~)은 대한민국의 정치인이다. 제24·25·26대 대구 서구청장이다. 경상북도 의성군 출생이다. 2014년 선거에서 대구 서구청장에 당선되었으며, 2018년과 2022년 재선되었다.

## 학력
- 다인국민학교 졸업
- 대구중앙중학교 졸업
- 대구중앙상업고등학교 졸업
- 영남대학교 법정대학 행정학 학사
- 경북대학교 행정대학원 행정학 석사

## 경력
- 제24회 행정고시 합격
- 1981 총무처 수습행정관
- 1981.04 총무처 행정사무관
- 1984.06 대구직할시 내무국 총무과 지방행정사무관
- 1994.02 대구직할시 의회사무처 산업전문위원
- 노동부
- 대구광역시 공보관
- 1998.10 대구광역시 기획관리실 기획관
- 2000.08 대구광역시 북구 부구청장
- 2004.08 대구광역시 교통국 국장
- 2006.07 대구광역시 행정관리국 국장
- 2007.06 대구광역시 서구 부구청장
- 2009.01 대구광역시 자치행정국 지방이사관
- 2009.12 ~ 2012.05 제16대 대구광역시 달서구 부구청장
- 2012.06 ~ 2014.02 제9대 대구도시철도공사 사장
- 2014.07 ~ : 제24·25·26대 민선 6·7·8기 대구 서구청장(재선, 자유한국당)
- 2018.09 ~ 2020.09 : 전국시장·군수·구청장협의회 지역공동회장 겸 대구 협의회장

## 전과
- 도로교통법위반(음주운전): 벌금 100만원 - 2005년 6월 28일 선고[1]

## 역대 선거 결과
|  | 51.21% |

|  | 50.06% |

|  | 67.86% |